# Coenina
Coenina is een geslacht van vlinders van de familie spanners (Geometridae), uit de onderfamilie Ennominae.

## Soorten
- C. aigneri Prout
- C. aurivena Butler, 1898
- C. collenettei Prout, 1931
- C. dentataria Swinhoe, 1904
- C. islamitica Amsel, 1935
- C. paulusi Rebel, 1906
- C. poecilaria (Herrich-Schäffer, 1854)
- C. tergimacula Prout, 1916